# 安福街道
安福街道，是中华人民共和国湖南省常德市临澧县下辖的一个乡镇级行政单位。

## 行政区划
安福街道下辖以下地区：
安福路社区、文化街社区、人民街社区、河街社区、四季红社区、朝阳街社区、迎宾路社区、太平社区、芭蕉社区、文塘社区、护城社区、九姊村、农丰村、寒溪村、清水村、梅溪村、望城村、总庙村和铁锣堰村。

## 交通
- 石长铁路、洛湛铁路：临澧站